# Referendum na Słowacji w 2003 roku
Referendum na Słowacji w 2003 roku – referendum w sprawie przystąpienia Słowacji do Unii Europejskiej i ratyfikacji traktatu ateńskiego, tzw. referendum europejskie bądź akcesyjne, odbyło się 16 i 17 maja 2003.

## Wyniki referendum
W referendum wzięło 52,15% uprawnionych do głosowania. Za akcesją głosowało 92,46% z nich, przeciw było 6,20%, natomiast oddano łącznie 1,34% głosów pustych i nieważnych.